# Carbosilane

1,3,5,7-Tetramethyl-1,3,5,7-tetrasilaadamantane, ein carbosilane.

Carbosilane sind chemische Verbindungen, in denen Silan- und Kohlenwasserstoffgruppen miteinander verknüpft sind. Die bei Silanen vorliegenden Ketten aus Siliciumatomen und bei Kohlenwasserstoffen die aus Kohlenstoffatomen bestehen hier aus Ketten, in denen Silicium- und Kohlenstoffatome abwechselnd oder gemischt vorliegen. Praktische Bedeutung haben nur die Polymere dieser Materialgruppe, die Polycarbosilane, erreicht. Durch die große Zahl von Möglichkeiten, hier Radikale unterschiedlicher Länge und Struktur einzubauen, verbirgt sich hinter (Poly)carbosilanen eine ganze Stoffklasse meist flüssiger oder harzartiger Stoffe.
Die in den 1970er Jahren begonnene Entwicklung hatte zunächst zum Ziel, Vormaterialien, sogenannte Precursoren, für die Herstellung keramischer Siliciumcarbidfasern zu gewinnen. Inzwischen sind Polycarbosilane aber auch schon als Vormaterialien für Beschichtungen und für die Herstellung der Siliciumcarbid-Matrix keramischer Faserverbundwerkstoffe entwickelt worden.

## Eigenschaften
An Luft werden viele Polycarbosilane durch Reaktion mit Sauerstoff und Wasserdampf verändert. Sie sind daher oft nur begrenzt haltbar, tiefgekühlt zu lagern und bei Anwendung rasch oder unter Schutzgas zu verarbeiten.

## Verwendung
Carbosilane und aus ihnen durch Polymerisation gewonnene spezielle Polycarbosilane sind Ausgangsmaterial für die Herstellung keramischer Fasern aus Siliciumcarbid. Darüber hinaus haben sie bei der Herstellung von keramischen Faserverbundwerkstoffen als Vormaterial für die keramische SiC-Matrix dieser Werkstoffklasse eine größere Bedeutung erlangt. Die SiC-Matrix entsteht durch Pyrolyse der durch Vernetzung gehärteten Polycarbosilane. Sie ist, anders als bei technischer SiC-Keramik, zunächst amorph. In der Regel liegt auch nicht-stöchiometrisches SiC vor. Erst bei langanhaltender Temperatur über etwa 1300 °C beginnt ein Kristallbildungsprozess.
Bei diesen Anwendungen von Polycarbosilanen spielen Eigenschaften wie Viskosität (wichtig für die Verspinnbarkeit in feinen Düsen), Aufwand für die Härtung sowie Ausbeute und Eigenschaften des entstehenden „Siliciumcarbides“ eine große Rolle.
In empirischen Entwicklungs- und Versuchsreihen entstehen
- durch Variation der Radikale in den Carbosilanen,
- durch Kontrolle bei der Bildung der Polycarbosilane und
- durch spezielle Additive, die eine Härtung erlauben,

an die jeweiligen Anwendungen angepasste Polymere.

## Beispiele
Ein Polycarbosilan, das nach der Pyrolyse eine hohe Ausbeute an Siliciumcarbid erbringt, ist Allylhydridopolycarbosilan. Es besteht aus einer Kette sich abwechselnder C- und Si-Atome der Form
-SiH2-CH2-SiHR-CH2-SiH2-,
wobei als Radikal R in diesem Fall die Allylgruppe -CH2-CH=CH2 eingesetzt ist.
Die Länge der Kette und die Häufigkeit der Allylgruppen bestimmen die Viskosität des Harzes. Über die Doppelbindung in der Allylgruppe werden beim Härten des Polymers (einer Temperaturbehandlung von etwa 150 bis 200 °C, bei der auch Lösungsmittelanteile verdampfen) alle Moleküle irreversibel miteinander vernetzt. Bei einem anschließenden Pyrolyseprozess oberhalb von 1000 °C mit Argon als Schutzgas entsteht ein amorphes, fast stöchiometrisches Siliciumcarbid mit leichtem Kohlenstoffüberschuss. Das Volumen schrumpft, teils durch die Ausgasung von organischen Resten, teils durch den Anstieg der Dichte.